# Peribatodes inouei
Peribatodes inouei là một loài bướm đêm trong họ Geometridae.